# Alfred Werner (Pfarrer)
Alfred Léon Werner (* 6. März 1914 in Genf; † 4. April 2005 ebenda) war ein Schweizer Pfarrer, Journalist, Schriftsteller und Musikwissenschaftler, bekannt als Verfechter der Anti-Apartheid-Bewegung und für seine Schriften über Ludwig van Beethoven.

## Leben
Als Sohn von Charles Werner, Professor für Philosophie an der Universität Genf und Edith Werner-Gourd, Tochter des Philosophen Jean-Jacques Gourd und Schwester der feministischen Aktivistin Emilie Gourd, wuchs Werner in Genf auf, wo er Literatur und später Theologie an der Universität Genf studierte. Durch seine Heirat mit Elisabeth Lachenal, der Tochter des Genfer Staatsrats Paul Lachenal, war er der Schwager des Verlegers François Lachenal, mit dem er die Pages Suisses (1939–1944) veröffentlichte.
Er war Verleger der protestantischen Zeitschrift Vie protestante (1940–1941). 1942 wurde er ordiniert und wirkte in der Kirche von Le Petit-Saconnex (1944–1951) und später in der Kathedrale Sankt Peter (1952–1962) und in der Saint-Gervais-Kirche von Genf (1964–1979). Alfred Werner engagierte sich aktiv in Anti-Apartheid-Kampagnen in Südafrika. Mit einem offenen Brief vom 19. Juni 1964 an den südafrikanischen Präsidenten anlässlich des Mandela-Prozesses löste er die 1965 in Genf gegründete Anti-Apartheid-Bewegung aus. 1999 protestiert er zusammen mit Jean Ziegler und vierzig weiteren Persönlichkeiten gegen das Darlehen der Schweiz an Südafrika.
Als Mitglied der Protestantischen Aktion für den konfessionellen Frieden trat er 1973 mit Pastor Genton gegen die Aufhebung der außergewöhnlichen Artikel über Jesuiten ein, die einseitig die Gewissens- und Glaubensfreiheit einschränkten.
In Bezug auf den Katholizismus und den Papst war er gegen die Anwesenheit eines katholischen Bischofs in Genf. Er betrachtete einen Bischof als Vertreter des Papstes und deshalb nicht nur als geistigen, sondern auch als politischen Führer, weshalb er dessen Einzug in die Stadt Genf, dem „protestantischen Rom“, als unakzeptabel erachtete.
Als Musikwissenschaftler galt sein Interesse vor allem Ludwig van Beethoven, über den er das Werk Ecouter Beethoven: Essai d'approche spirituelle verfasste.

## Bücher
- L'Eglise et la bombe atomique. Labor et Fides Genf 1948.
- Le Fleuve et la cité/pour l'affrontement d'aujourd'hui, Librairie protestante, Paris 1971
- Au cœur du mystère chrétien, Recueil de textes de sermons prononcés de 1955 à 1975, Verlag Delachaux et Niestlé, Paris 1976, ISBN 2-603-00070-5
- Ecouter Beethoven: Essai d'approche spirituelle. L'Aire, 1989.
- Vers une Cite Mondiale Éthique Prophetie, L'Aire, 1993, ISBN 978-2-88108-334-1
- Pages Suisses, Alfred Werner, Jacques Rossel, Francois Lachenal, Verlag Kundig, Genf 1939